# Chrysotus nubilus
Chrysotus nubilus är en tvåvingeart som först beskrevs av Thomas Say 1829.  Chrysotus nubilus ingår i släktet Chrysotus och familjen styltflugor.
Artens utbredningsområde är Indiana. Inga underarter finns listade i Catalogue of Life.